# 穆坪土司
穆坪土司（藏語：མུ་ཕྱི།，威利转写：mu phyi），又称木坪土司，是明朝至清朝时期的一个世袭嘉绒人土司，为嘉绒十八土司之一，辖境位于今四川雅安市的宝兴县一带。
1410年（永乐八年），穆坪一带的酋长南葛归附明朝，被授予董卜韩胡都宣慰使司都指挥同知之职。1438年（正统三年），南葛让位给儿子克羅俄堅粲。克羅俄堅粲在位期间，穆坪的势力强大，侵扰周边土司势力。1442年（正统七年），请求明廷封其为王，遭明英宗拒绝。1449年（正统十四年）克羅俄堅粲趁明军远征麓川之机大举入侵杂谷土司领地，掠夺人畜，将旧维州等处番寨占据，并派出土兵把守。1452年（景泰三年），克羅俄堅粲派人向明朝进贡。应景泰帝要求他归还侵占杂谷的土地，但拒不归还旧维州等地。1455年（景泰六年）克羅俄堅粲去世，其子劄思堅粲藏卜继位，穆坪土司开始衰落，其侵占的土地被杂谷土司夺回。
1662年（康熙元年），穆坪土司坚参南喀归附清朝，仍授原职。1700年（康熙三十九年）发生昌侧集烈之乱，打箭炉营官昌侧集烈假借固始汗之力称霸一方，攻杀明正土司蛇蜡喳吧，侵扰周边各地。穆坪土司坚参雍中七立说服各地土司支持清朝，并且率部跟随清军前往镇压，穆坪兵率先攻入叛军的根据地西炉。明正土司无嗣，由土司夫人工喀掌管土司印信。工喀将独生女桑结嫁給了坚参雍中七立。坚参雍中七立死后，其子皆年幼，由桑结代管印信。工喀去世后，桑结兼管明正土司印务。此后，穆坪、明正二土司家族互相联姻，常常由一人兼领二土司之职。1725年（雍正三年）桑结去世，其子坚参达结袭职为穆坪土司，同时兼管明正土司印务。1733年（雍正十一年）坚参达结去世，由其妻喇章暂行护理明正土司印务、次妻王夭夭署穆坪土司事务。
之后，王夭夭之子坚参囊康（坚木参那木喀）于1745年（乾隆十年）继任穆坪土司，清廷颁赐给他穆坪土司的号纸。坚参囊康在任期间，曾随清朝出征越巂、西藏、建昌、凉山及贵州等地。他率领穆坪兵参与征讨大小金川时立下大功，于1772年（乾隆三十七年）赏戴花翎、获赐诚勤巴图鲁勇号，1774年（乾隆三十九年），图形紫光阁。
嘉庆初，丹紫江初（甲凤翔）袭职，他的一妻一妾之间发生争嫡事件，妻子包氏无法得到丹紫江初的庇护，便带着儿子甲天恩逃到鱼通，在当地头人的支持下，仍自称“诚勤巴图鲁穆坪宣慰使司”，争夺穆坪土司之位。丹紫江初死后，由另一个儿子甲木参生郎多吉继任穆坪土司。占据鱼通地区的甲天恩一系自称正统，与甲木参生郎多吉一系对抗。1833年（道光十三年），甲天恩一系被清廷认定为独立的鱼通土司。直到1879年（光绪五年），双方的继承权纠纷才得以解决。
1928年（民国十七年），穆坪土司去世，无后。明正土司甲联芳来到穆坪，试图继承穆坪土司之位，被穆坪民众杀死。建昌道道尹黄煦昌借此机会实行改土归流，废除穆坪土司，设置宝兴县。

## 历任土司

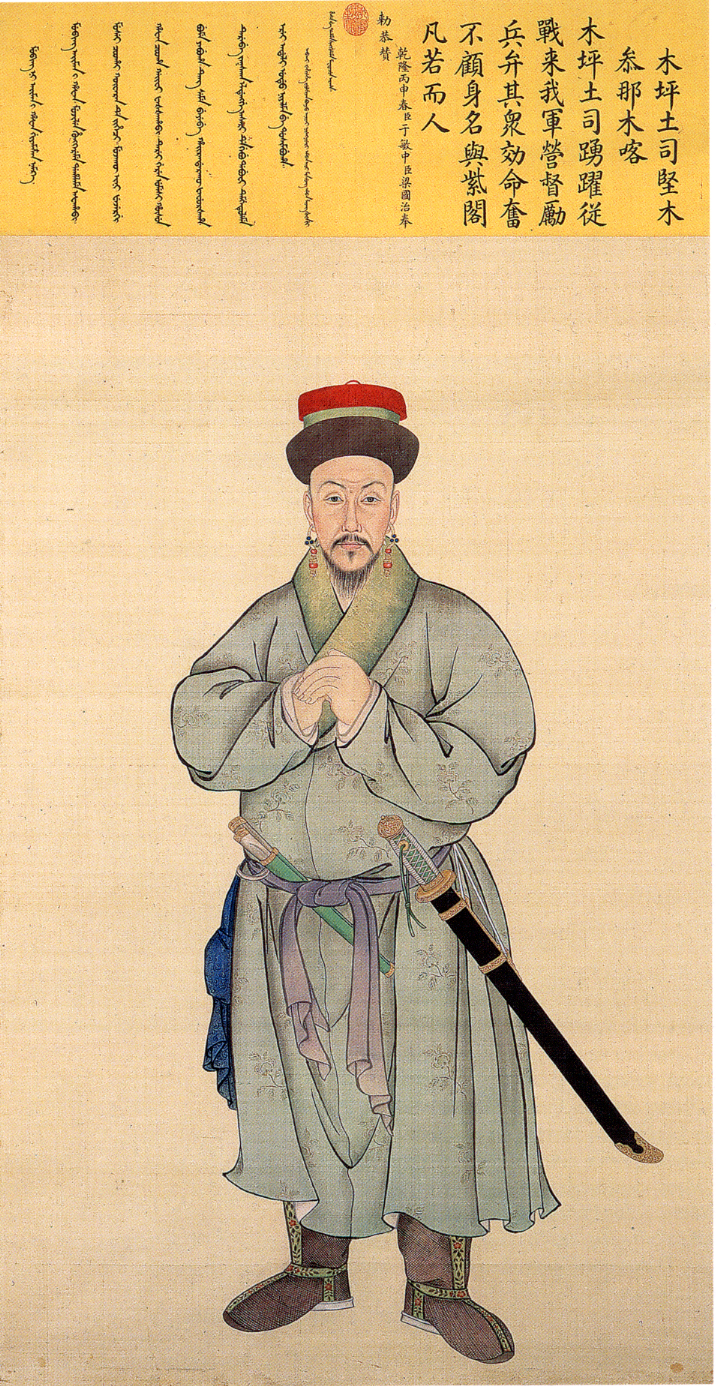
坚参囊康（坚木参那木喀）

- 喃噶
- 克罗坚粲
- 扎巴坚粲藏卜
- 绰吾结言千
- 墨扎恩丹巴藏卜
- 喃果
- 坚参喃哈
- 乌儿结
- 雍中七立
- 桑结
- 坚参达结
- 王夭夭
- 坚参囊康（坚木参那木喀）
- 丹紫江初（甲凤翔）
- 甲木参生郎多吉
- 之后世系失考